# 科隆 (納里尼奧省)
科隆是哥倫比亞的城鎮，位於該國西南部，由納里尼奧省負責管轄，始建於1905年，面積82平方公里，海拔高度1,758米，2005年人口9,672，人口密度每平方公里117.95人。
1°38′47″N 77°01′27″W / 1.64639°N 77.0242°W